# Cuplare azoică
Reacția de cuplare azoică (sau de diazo-cuplare) este o reacție organică ce are loc între o sare de diazoniu și un alt compus aromatic, obținându-se un azoderivat. Este o reacție de substituție electrofilă aromatică, electrofilul fiind cationul de arildiazoniu, iar nucleofilul fiind arena activată. Pentru obținerea compușilor de diazoniu necesari cuplării, se aplică înaintea acesteia o reacție de diazotare.

## Utilizări
Azoderivații obținuți în urma reacției de cuplare au tendința de a fi intens colorați, de aceea această reacție folosește pentru obținerea unor coloranți azoici. Această culoare a produșilor de reacție se datorează sistemului extins de duble legături care duce la existența unei conjugări extinse de-a lungul moleculei. Mai mult, nucleele aromatice din structură se implică și ele în conjugare. Exemple includ metiloranjul și galben de metil.

## Exemple de reacții
Se pot exemplifica diverse reacții de cuplare. Fenolul, de exemplu, reacționează cu clorura de benzendiazoniu obținându-se un colorant azoic galben-oranj. Reacția se face în cataliză bazică:
Un colorant asemănător, denumit galben de anilină, se obține în urma reacției de cuplare dintre anilină și o sare de diazoniu:
Se mai folosesc adesea și naftoli pe post de acceptori. Un exemplu este obținerea fenil-diazo-naftolilor din anilină și naftoli (alfa sau beta):